# Theodora Kroeber
Theodora Kracaw Kroeber Quinn (24 de març de 1897, Colorado, Estats Units - 4 de juliol de 1979) fou una escriptora i antropòloga coneguda per ésser l'autora de la història d'Ishi, l'últim membre de la tribu yahi de Califòrnia, i pel seu recull de la tradició oral de diverses cultures natives de Califòrnia.
Va néixer a Colorado, i posteriorment es traslladà a Califòrnia, on estudià a la Universitat de Califòrnia, Berkeley. El 1920 obtingué el títol de psicologia clínica.
Després d'esdevenir vídua amb dos fills, estudià antropologia i va casar-se amb l'Alfred Kroeber, que també era vidu, un dels més prominents antropòlegs dels Estats Units d'aleshores. Van tenir dos fills, la famosa escriptora Ursula K. Le Guin i el professor Karl Kroeber. En Kroeber també adopta els fills del seu primer matrimoni: Ted Kroeber i l'historiador Clifton Kroeber.

## Obra
- The Inland Whale. 1959. Indiana University Press, Bloomington.
- Ishi in Two Worlds: A Biography of the Last Wild Indian in North America. 1961. Universitat de Califòrnia, Berkeley.
- Ishi: The Last of His Tribe. 1964. Parnassus Press, Berkeley, California.
- amb Robert F. Heizer) Almost Ancestors: The First Californians. 1968. Sierra Club, San Francisco.
- Alfred Kroeber: A Personal Configuration. 1970. Universitat de Califòrnia, Berkeley.
- (amb Robert F. Heizer and Albert B. Elsasser) Drawn from Life: California Indians in Pen and Brush. 1976. Ballena Press, Socorro, Nou Mèxic.
- (amb Robert F. Heizer) Ishi, the Last Yahi: A Documentary History. 1979. Universitat de Califòrnia, Berkeley.